# Mathematische Logik
Die mathematische Logik, auch symbolische Logik oder veraltet Logistik, ist ein Teilgebiet der Mathematik, insbesondere als Methode der Metamathematik und eine Anwendung der modernen formalen Logik. Oft wird sie wiederum in die Teilgebiete Modelltheorie, Beweistheorie, Mengenlehre und Rekursionstheorie aufgeteilt. Forschung im Bereich der mathematischen Logik hat zum Studium der Grundlagen der Mathematik beigetragen und wurde auch durch dieses motiviert. Infolgedessen wurde sie auch unter dem Begriff Metamathematik bekannt.
Ein Aspekt der Untersuchungen der mathematischen Logik ist das Studium der Ausdrucksstärke von formalen Logiken und formalen Beweissystemen. Eine Möglichkeit, die Komplexität solcher Systeme zu messen, besteht darin, festzustellen, was damit bewiesen oder definiert werden kann.

## Geschichte

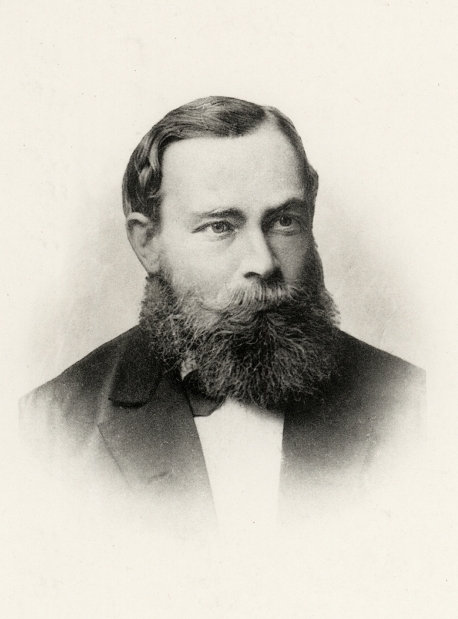
Gottlob Frege (1878)

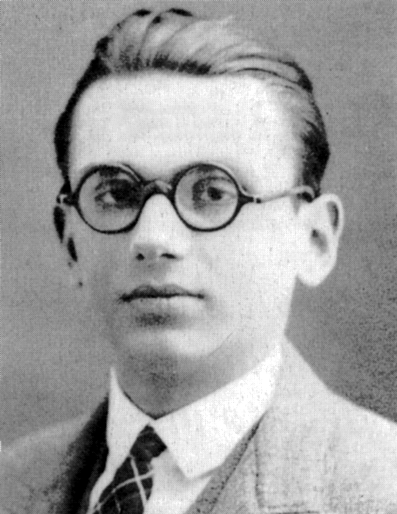
Kurt Gödel (1925)

Der Begriff mathematische Logik wurde von Giuseppe Peano für symbolische Logik benutzt. Diese ist in ihrer klassischen Version mit der Logik von Aristoteles vergleichbar, wird aber mit Hilfe von Symbolen anstelle von natürlicher Sprache formuliert. Mathematiker mit einem philosophischen Hintergrund, wie Leibniz oder Lambert, versuchten bereits früh, die Operationen der formalen Logik mit einem symbolischen oder algebraischen Ansatz zu behandeln, aber ihre Arbeiten blieben weitgehend isoliert und unbekannt. In der Mitte des 19. Jahrhunderts präsentierten George Boole und Augustus de Morgan einen systematischen Weg, die Logik zu betrachten. Die traditionelle aristotelische Doktrin der Logik wurde reformiert und vervollständigt, und daraus erwuchs ein angemessenes Instrument, um die Grundlagen der Mathematik zu untersuchen. Es wäre irreführend zu behaupten, dass sämtliche grundlegenden Kontroversen aus der Zeit von 1900 bis 1925 geklärt seien, aber die Philosophie der Mathematik wurde durch die neue Logik zu großen Teilen bereinigt.
Während die griechische Entwicklung der Logik großen Wert auf Argumentationsformen legte, kann man die heutige mathematische Logik als kombinatorisches Studium von Inhalten bezeichnen. Darunter fallen sowohl das Syntaktische (die Untersuchung von formalen Zeichenketten als solchen) als auch das Semantische (die Belegung solcher Zeichenketten mit Bedeutung).
Historisch bedeutende Publikationen sind die Begriffsschrift von Gottlob Frege, Studies in Logic herausgegeben von Charles Sanders Peirce, Principia Mathematica von Bertrand Russell und Alfred North Whitehead sowie Über formal unentscheidbare Sätze der Principia Mathematica und verwandter Systeme I von Kurt Gödel.

## Formale Logik
Die mathematische Logik beschäftigt sich häufig mit mathematischen Konzepten, die durch formale logische Systeme ausgedrückt werden. Am weitesten verbreitet ist das System der Prädikatenlogik erster Stufe sowohl auf Grund seiner Anwendbarkeit im Bereich der Grundlagen der Mathematik als auch wegen seiner Eigenschaften wie Vollständigkeit und Korrektheit. Die Aussagenlogik, stärkere klassische Logiken wie Prädikatenlogik der zweiten Stufe oder nicht-klassische Logiken wie intuitionistische Logik werden ebenfalls untersucht.

## Teilgebiete der mathematischen Logik
Das Handbook of Mathematical Logic (1977) unterteilt die mathematische Logik in folgende vier Gebiete:
- Mengenlehre ist das Studium der Mengen, die abstrakte Kollektionen von Objekten sind. Während einfache Konzepte wie Teilmenge oft im Bereich der naiven Mengenlehre behandelt werden, arbeitet die moderne Forschung im Bereich der axiomatischen Mengenlehre, die logische Methoden benutzt, um festzustellen, welche mathematischen Aussagen in verschiedenen formalen Theorien, wie beispielsweise der Zermelo-Fraenkel-Mengenlehre (ZFC) oder New Foundations, beweisbar sind.
- Beweistheorie ist das Studium von formalen Beweisen und verschiedenen logischen Deduktionssystemen. Beweise werden als mathematische Objekte dargestellt, um sie mittels mathematischer Techniken untersuchen zu können. Frege beschäftigte sich mit mathematischen Beweisen und formalisierte den Begriff des Beweises.
- Modelltheorie ist das Studium der Modelle von formalen Theorien. Die Gesamtheit aller Modelle einer bestimmten Theorie nennt man „elementare Klasse“. Die klassische Modelltheorie versucht, die Eigenschaften von Modellen einer bestimmten elementaren Klasse zu bestimmen, oder ob bestimmte Klassen von Strukturen elementar sind. Die Methode der Quantorenelimination wird benutzt, um zu zeigen, dass die Modelle von gewissen Theorien nicht zu kompliziert sein können.
- Rekursionstheorie, auch Berechenbarkeitstheorie genannt, ist das Studium von berechenbaren Funktionen und den Turinggraden, welche die nicht berechenbaren Funktionen nach dem Grad ihrer Nicht-Berechenbarkeit klassifizieren. Weiterhin umfasst die Rekursionstheorie auch das Studium von verallgemeinerter Berechenbarkeit und Definierbarkeit.

Die Grenzen zwischen diesen Gebieten und auch zwischen der mathematischen Logik und anderen Bereichen der Mathematik sind nicht immer genau definiert. Zum Beispiel ist der Unvollständigkeitssatz von Gödel nicht nur in der Rekursionstheorie und der Beweistheorie von größter Bedeutung, sondern führte auch zum Satz von Löb, der in der Modallogik wichtig ist. Auch die Kategorientheorie benutzt viele formale, axiomatische Methoden, die denen der mathematischen Logik sehr ähnlich sind. Allerdings wird Kategorientheorie üblicherweise nicht als Teil der mathematischen Logik angesehen.

## Verbindungen zur Informatik
Es gibt viele Verbindungen zwischen der mathematischen Logik und der Informatik. Viele Pioniere der Informatik, wie etwa Alan Turing, prägten die Disziplin als Mathematiker und Logiker. Teile der mathematischen Logik werden im Bereich der theoretischen Informatik behandelt. Insbesondere die deskriptive Komplexitätstheorie stellt einen engen Zusammenhang zwischen der mathematischen Logik und der in der theoretischen Informatik behandelten Komplexitätstheorie her. Die endliche Modelltheorie ist eng mit der Automatentheorie verbunden, da nach dem Satz von Büchi eine Sprache genau dann in MSO definierbar ist, wenn sie regulär ist.

## Wichtige Resultate
- Der Satz von Löwenheim-Skolem (1919) besagt, dass eine Theorie in einer abzählbaren Sprache der ersten Ordnung, die ein unendliches Modell besitzt, Modelle jeder unendlichen Kardinalität besitzt.
- Der Vollständigkeitssatz (1929) (von Gödel) zeigte die Äquivalenz von semantischem und syntaktischem Folgern in der klassischen Prädikatenlogik der ersten Stufe.
- Der Unvollständigkeitssatz (1931) (von Gödel) zeigte, dass kein genügend starkes formales System seine eigene Konsistenz beweisen kann.
- Die algorithmische Unlösbarkeit des Entscheidungsproblems, von Alan Turing und Alonzo Church 1936 unabhängig entdeckt, zeigte, dass es kein Computerprogramm gibt, das korrekt entscheidet, ob eine beliebige mathematische Aussage wahr ist.
- Die Unabhängigkeit der Kontinuumshypothese von ZFC zeigte, dass sowohl ein Beweis als auch eine Widerlegung der Hypothese unmöglich sind. Die Tatsache, dass ZFC zusammen mit der Kontinuumshypothese konsistent ist, falls ZFC konsistent ist, wurde von Gödel 1940 nachgewiesen. Die Tatsache, dass die Negation der Kontinuumshypothese zusammen mit ZFC ebenfalls konsistent ist (falls ZFC konsistent ist), wurde 1963 von Paul Cohen bewiesen.
- Die algorithmische Unlösbarkeit von Hilberts zehntem Problem wurde 1970 von Juri Matijassewitsch gezeigt. Er hat bewiesen, dass es kein Computerprogramm gibt, das korrekt entscheidet, ob ein Polynom in mehreren Variablen mit ganzzahligen Koeffizienten ganzzahlige Nullstellen hat.